# Хендрік Грун
Гендрік Грун (нід. Hendrik Groen) — псевдонім нідерландського письменника Пітера де Смета (нід. Peter de Smet). Насамперед відомий як автор роману «Таємний щоденник Хендріка Груна віком 83 1/4 роки. Зроби щось із життям!», який побачив світ 2014 року. 2016 року вийшло продовження — «Новий таємний щоденник Хендріка Груна віком 85 років. Допоки життя триває!».
Протягом тривалого часу письменник ховався під псевдонімом та тримав свою власну особу в таємниці . Така загадковість спричинила обговорення щодо ймовірного авторства — його твори приписували іншим нідерландським письменникам, серед яких, зокрема, називали імена Сильвії Віттеман та Арнона Грюнберга. 2016 року одразу дві нідерландські газети — «De Volkskrant» та «NRC Handelsblad» — сповістили, що під псевдонімом Хендріка Груна ховається 62-річний Пітер де Смет, який, у свою чергу, заявив, що «не чекає на широкий розголос та не бажає зайвої мороки, пов'язаної зі славою».
2016 року роман «Таємний щоденник Хендріка Груна віком 83 1/4 роки. Зроби щось із життям!» приніс авторові Премію читацьких симпатій за нідерландську книгу. Нагорода вручена заочно.
2017 року світ побачив серіал Таємний щоденник Хендріка Груна. Сценарист Мартін ван Ваарденберг знову ж таки підтвердив інформацію, що за псевдонімом ховався саме Де Смет.

## Переклади українською
- Хендрік Грун. Таємний щоденник Хендріка Груна віком 83 1/4 роки. Зроби щось із життям!. — КСД, 2017. — 384 с. — ISBN 978-617-12-3958-6.